# 패러렐 버추얼 머신
패러렐 버추얼 머신(Parallel Virtual Machine, PVM)은 컴퓨터의 병렬 네트워킹(클러스터)을 위한 소프트웨어 도구이다. 이기종 유닉스 및  또는 드물게 윈도우 시스템의 네트워크를 단일 분산 병렬 프로세서로 사용할 수 있도록 설계되었다. 따라서 많은 컴퓨터의 총 연산처리능력 및 메모리를 사용하여 많은 계산상의 문제를 보다 비용면에서 효과적으로 해결할 수 있다. 이 소프트웨어는 매우 이식성이 높고  이기종간 사용이  가능하다. 넷립(netlib)를 통해 무료로 사용할 수 있는 소스 코드가 랩톱에서 크레이(Cray) 슈퍼컴퓨터에 이르기까지 모두 컴파일되어있다.
특히 오늘날 가장 보편적인 클러스터의 구성이 리눅스를 실행하는 PC 클러스터임을 감안할때, 많은 대학교와 회사에서는 16-100개의 노드를 통해 자체적인 슈터컴퓨터를 구축할 수 있는데, PVM 및 MPI는 이러한 클러스터에서 병렬 프로그래밍을 위해  가장 많이 사용되는 도구이다.
PVM는 테네시 대학교, 오크리지 국립연구소 (Oak Ridge National Laboratory) , 에모리 대학교 (Emory University)에서 개발했다. 첫 번째 버전은 1989년 ORNL에서 작성되었으며 테네시 대학교에서 다시 작성한 후 1991년3월에 버전 2가 출시되었다. 1993년3월에 릴리스된 버전 3은 내결함성 과 향상된 휴대성을 지원하고 있다.
PVM은 MPI이  개별적인  병렬 프로그램 수준에서의 운용의 결과에 집중하고 있는 것과는 달리 운영체제(OS)수준에서의 자원과 프로세스의 안정적인 관리에 집중하고 있다.
그러나 이러한 점들은 서로 장단점으로 비교될수있는 성질은 아니다.

## 같이 보기
- MPI

## 참고
- http://wwwmayr.in.tum.de/konferenzen/Jass04/courses/2/Talks/Elts.ppt
- 슈퍼컴퓨터 랭킹사이트, 2005